# Hypochaeris albiflora
Hypochaeris albiflora là một loài thực vật có hoa trong họ Cúc. Loài này được (Kuntze) Azevêdo-Gonç. & Matzenb. mô tả khoa học đầu tiên năm 2005.